# Ernesto Mascheroni
Ernesto Mascheroni (21 de Setembro de 1907 - 3 de Julho de 1984) foi um futebolista uruguaio que jogava como zagueiro. Foi titular da vitoriosa Copa do Mundo de 1930 e também defendeu a Seleção Italiana. Com a camisa da Itália, ele foi campeão da Copa Internacional (precursora da Eurocopa) de 1933-35.

## Carreira em clubes
Na época, Mascheroni jogava no Olimpia, sendo o único que este clube cedeu à seleção uruguaia para qualquer Copa do Mundo FIFA. A equipe havia sido quinto colocada no campeonato uruguaio de 1929 e foi extinta em 1933, quando fundiu-se com o clube Capurro para formar o atual River Plate uruguaio.
Após a Copa, Mascheroni foi jogar no Peñarol. Não houve campeonato uruguaio em 1930 em função da realização da Copa do Mundo. Em 1931, Mascheroni ainda não era titular, com a dupla de zaga aurinegra sendo composta por Adhemar Canavesi e Alberto Noguéz. O time não fez um bom campeonato e inclusive deixou de se apresentar nas duas rodadas finais, em torneio ganho pelo Montevideo Wanderers.A titularidade veio em 1932, em dupla com Noguéz. Dessa vez, o título veio, no que foi o primeiro campeonato profissional do futebol uruguaio.
Em 1933, o time chegou perto de novo título, só definido após diversos tira-teimas com o arquirrival Nacional, realizados já no ano seguinte. Os aurinegros chegaram a reclamar que isso só foi possível devido à anulação de um gol legítimo na última rodada regular, contra o Sud América. Mascheroni foi titular absoluto,
com o outro flanco da zaga sendo revezado entre Noguéz e Lorenzo Fernández. Mascheroni ainda defendeu o Peñarol em alguns jogos em 1934, ano em que foi jogar brevemente no futebol argentino pelo Independiente. Seu lugar no Peñarol, novamente vice para o arquirrival em 1934, foi ocupado por Héctor Cazenave, posteriormente jogador da seleção francesa na Copa do Mundo FIFA de 1938.
Do Independiente, Mascheroni rumou à Itália para defender a Internazionale, na época chamada Ambrosiana. A equipe de Milão adquirira na época outro uruguaio do Independiente, Roberto Porta, e já possuía outro jogador uruguaio, Faccio. Os três chegaram a defender a seleção italiana.
Apesar de defender duas vezes a Azzurra, Mascheroni não ficou muito marcado entre os uruguaios de mais sucesso no calcio. Muitos jogadores estrangeiros de origem italiana haviam deixado o país com a eclosão da Segunda Guerra Ítalo-Etíope, em 1935, temerosos de convocações às Forças Armadas da Itália.
Mascheroni retornou ao Uruguai em 1937, voltando ao Peñarol. Naquele mesmo ano, foi campeão uruguaio, ainda que a dupla de zaga titular fosse Jorge Clulow e Mario Barradas. A conquista foi repetida no ano seguinte, dessa vez com Mascheroni sendo titular ao lado de Clulow, no que foi um tetracampeonato seguido para o Peñarol, que no mesmo ano destacou-se por vitória de 7-2 sobre o Estudiantes de La Plata pelo Torneio Noturno Rio-Pratense. O zagueiro parou de jogar em 1940, ainda como jogador aurinegro, embora houvesse perdido a posição; Barradas, Clulow e Agustín Prado foram os zagueiros que mais se revezaram na titularidade em 1939 e 1940.

## Seleções
Mascheroni esteve na Copa América de 1929, mas não jogou, na reserva de Pedro Arispe e José Nasazzi, a dupla de zaga titular no bicampeonato olímpico em 1924 e 1928. Sua estreia pela seleção uruguaia só se deu em 21 de julho de 1930, em plena Copa do Mundo FIFA de 1930, na segunda partida. A partir dali, foi titular no restante do torneio, em dupla com Nasazzi.
Embora seu último jogo pelo Uruguai tenha ocorrido em 12 de fevereiro de 1939, ele jogou apenas treze vezes pelo país. Esteve ao longo da década de 1930 por equipes estrangeiras (Independiente e Internazionale) e somente na década de 1970 é que a seleção passaria a admitir convocar quem atuasse no exterior - o técnico da mudança, curiosamente, foi Roberto Porta.
Enquanto era jogador da Inter, Mascheroni defendeu por duas vezes a seleção italiana, igualmente defendida pelo próprio Porta. As duas partidas pela Azzurra ocorreram em 1935.  Venceu por 2-1 a França em amistoso em Roma, em escalação que continha ainda os argentinos Enrique Guaita e Alejandro Scopelli, em 17 de fevereiro;  e venceu por 2-0 a Áustria pela Copa Dr. Gerö, novamente ao lado de outros sul-americanos: o uruguaio Ricardo Faccio e os argentinos Guaita, Atilio Demaría e Raimundo Orsi.
O Uruguai recusaria tomar parte da Copa do Mundo FIFA de 1938, oficialmente ainda em retaliação pela larga ausência das potências europeias na edição de 1930. A data de 12 de fevereiro de 1939, em que Mascheroni defendeu pela última vez a seleção, foi válida pelo último compromisso da Celeste na Copa América daquele ano. O título ficou com o anfitrião Peru, em função do embate direto na última rodada.
Sobre a conquista de 1930, Mascheroni declararia anos mais tarde o seguinte:
Se falou que não sabíamos jogar futebol, que fomos campeões de mentira, mas ninguém que fala assim viu jogar Anselmo, Iriarte (...). O futebol de 1930 não admitia o passe para trás. A bola sempre ia em direção ao gol. Não dávamos volta pelo campo. Sempre que recebíamos o balão, íamos até o gol 
Ao chegarem a Montevidéu, os pobres portenhos passaram por grandes dificuldades. Uma delas foi que a polícia confiscou toda a sua bagagem em busca de armas. Eles estavam certos da vitória. Mas nós sabíamos que a garra uruguaia não negaria fogo por mais incrível que fosse a nossa adversidade em campo. Não sou muito saudosista. Mas não posso deixar de exaltar aquela nossa geração feita de 'machos', de grandes heróis, como el capitán Gestido, el maravilloso y bravo Scarone, el guapo Ballesteros, el maestro Nasazzi, el dinamitador Cea, el fenomenal Dorado. (...) O que eu vejo de ruim no futebol de hoje é que se treina pouco com a bola nos pés. Treina-se como se fosse para disputar outro esporte. Daí, como direi, dá no que se vê, nessa coisa insossa que é, muitas vezes, los partidos de ahora.

## Após parar de jogar
Em tempos de profissionalismo menos rentável da atividade de jogador de futebol, Mascheroni, especializado em mecânica de elevadores, optou livremente por não se tornar treinador e sim ascensorista. À imprensa brasileira, cinquenta anos depois do título da Copa do Mundo FIFA de 1930, destacou que, similarmente, José Nasazzi "cortava mármore, ajudando a constituir o Palácio Legislativo" e que José Pedro Cea "ganhava a vida carregando e descarregando gelo. Eram uns gigantes, podem crer".
Sobre não ter trilhado trajetória de técnico, justificava: "para quê, se já dirigia elevadores? Depois, técnico, apenas técnico para ter o retrato nos jornais, que adianta? Quero ver o técnico formando jogadores, descobrindo talentos. Sabe por que os talentos tanto escaseiam nestes dias? Porque os técnicos são incapazes de revela-los, de descobri-los. Conhece algum que faça isso como se fazia antigamente? Aposto que não".
À altura de 1980, quando deu as declarações acima, ele estava célebre como o último uruguaio ainda vivo da seleção campeã de 1930. Outros dois sobreviventes que a primeira Copa ainda possuía, o peruano Antonio Maquilón e o brasileiro Oswaldo Barros Velloso, juntaram-se a ele em homenagem realizada na ocasião da decisão do Mundialito de futebol de 1980. Foi de Mascheroni o pontapé inicial da final.

## Títulos
- Copa do Mundo FIFA: 1930 [4]
- Campeonato Uruguaio: 1932, 1937 e 1938 [4]